# Def P & Beatbusters
Def P & Beatbusters is een gelegenheidsformatie bestaande uit rapper Def P van de Amsterdamse hiphopgroep Osdorp Posse en skaband Beatbusters uit de Betuwe. 

## Geschiedenis
In 1999 kwam het eerste soloalbum uit van Def P, getiteld Cryptokilostijl. Tijdens de daarbij behorende tournee door Nederland werd Def P bijgestaan door enkele muzikanten van Beatbusters. Tijdens deze tournee ontstond het idee om in de toekomst samen een album te maken met Nederlandstalige raps van Def P in combinatie met de ska en reggae muziek van Beatbusters. Hoewel zowel Def P als Beatbusters al voorzien waren van een platenlabel (resp. RAMP Records en Boombax Music) werd deze combinatie ondergebracht bij major label EMI.
In het voorjaar van 2001 kwam de eerste single en clip uit, getiteld "Stad & land". Dit werd een bescheiden hit. Vanaf dat moment begon de formatie ook met optredens, terwijl er ondertussen aan het album gewerkt werd. In de herfst van 2001 werd het album Aangenaam uitgebracht. Het album is geproduceerd door Frans Hendriks in Studio Zeezicht. Begin 2002 werd na aandringen van EMI de single "Bubbelbad" uitgebracht. Dit nummer was bedoeld als parodie op de heersende populaire muziekcultuur waarin uiterlijk vertoon en simpele meezingmuziek hoogtij vieren. Het nummer werd echter onbedoeld ook een hit, met als hoogste notering een tiende plaats in de Top-40. De band krijgt hierop veel commentaar van mensen die niet snapten waar het nummer eigenlijk over ging. Mede door deze hitnotering werd Def P & Beatbusters dit jaar geboekt op Pinkpop. Hierop volgden optredens op grote festivals als Lowlands, Bospop en de Uitmarkt. Van het concert op Pinkpop werd in de herfst van 2002 een live registratie op dubbele cd-single uitgebracht. Naast deze live-cd is er rond deze tijd ook een single en clip van het nummer "Wrijving" uitgekomen.
Eind december 2002 werd de Aangenaam-tour na 85 optredens afgesloten met een optreden in een bijna uitverkochte Melkweg te Amsterdam. Er kwam een "officieus" einde aan deze combinatie in 2003 maar zo af en toe kwamen beide partijen elkaar wel tegen op de podia en kwam het weer tot een kortstondig optreden samen. Zo is op het album New deal van de Beatbusters het nummer "Nachtvuur" een uit deze samenwerking tot stand gekomen nummer. Pas in 2008 gingen de twee weer officieel samen optredens verzorgen, te beginnen op de Uitmarkt. En verschenen er twee nieuwe nummers, "Vlijmscherp" en "Steek 'm op" , voor het album 2 Decennia van de Osdorp Posse. Dit alles resulteert in 2011 in een nieuw album getiteld Hard op weg met de eerste single "Crisis" op het label Suburban.

## Discografie

### Singles
| Single met eventuele hitnotering(en) in de Nederlandse Top 40 | Datum van verschijnen | Datum van binnenkomst | Hoogste positie | Aantal weken | Opmerkingen |
| ------------------------------------------------------------- | --------------------- | --------------------- | --------------- | ------------ | ----------- |
| Bubbelbad                                                     | 2002                  | 2002                  | 11              | 7            |             |